# Henri Decugis
Pour les articles homonymes, voir Decugis.
Henri Decugis (1874-1947) est un économiste et essayiste français connu pour ses idées eugénistes.

## Biographie

### Formation
Il est docteur en droit de l'université de Paris. Son doctorat lui est décerné en 1898. 

### Carrière professionnelle
Il embrasse une carrière d'avocat à la Cour de Paris en 1933. Il est membre du barreau de Londres à partir de cette même année. En 1942, il devient de la Société de législation comparée.  
En 1936, une enquête visant à évaluer le nombre d'enfants dits déficients ou retardés en France et devant mettre au point des méthodes (tests) utilisables pour une telle enquête fut envisagée, puis fut annulée faute de crédits[réf. souhaitée]. Elle fut relancée durant la Seconde Guerre mondiale, en 1943 sous la direction du Dr Mande, à l'initiative de deux anciens membres de la commission (Henri Decugis et le Dr Georges Heuyer) ; avec une première expérience sur 5 000 enfants urbains et ruraux choisis dans une ville et dans deux zones rurales, l'enquête a ensuite porté sur 100 000 enfants testés dans vingt zones françaises. Le choix des enfants a été fait selon les règles en vigueur à l'époque pour les sondages, sous la direction de Jean Stoetzel, après un an de préparation incluant la formation d'équipes de « psychotechniciens » qui ont opéré durant deux trimestres en 1944. Après une « correction » et un dépouillement fait par l’Institut national d'études démographiques, il a été conclu fin 1945 que 12 000 enfants sur 100 000 présentaient un quotient intellectuel « nettement au-dessous de la moyenne générale ». 
Ses ouvrages ont été remarqués pour avoir fait l'écho des craintes de certains commentateurs de l'époque au sujet du déclin de la puissance géopolitique de l'Europe et de l'augmentation prétendue du nombre de "dégénérés". Dans Le Destin des races blanches, Henri Decugis recense ce qu'il considère comme les symptômes d'une crise européenne : une crise démographique, avec une chute de la natalité, une crise sociale due selon lui à l'urbanisation et à la dislocation familiale qui s'ensuivrait, et une crise politique avec l'apparition de dictatures anti-parlementaires en Europe. 

## Publications
- 1935 : Le Destin des races blanches, préface d'André Siegfried, Librairie de France.
- 1941 : Le Vieillissement du monde vivant, préface de Maurice Caullery, Plon (358 pp.).
- 1946 : Les Étapes du droit des origines à nos jours, Recueil Sirey.
- Traité pratique des sociétés par actions.
- Urbanisation et désurbanisation : Problème de l'heure, avec  Léon Dérobert, André Lebreton, Georges Heuyer et Charles Eist.